# Храм Николая Чудотворца (Куроедово)
Храм святи́теля Никола́я Чудотво́рца — утраченная православная церковь в селе Куроедово Ульяновской области. Памятник архитектуры с 1999 года. Церковь сгорела в пожаре 2014 года, а статус был утрачен.

## История
Первая церковь в селе была построена в начале XVIII в., а село называлось Николаевское Куроедово (рядом же находились с. Пороги и д. Акуловка, позже объединятся в одно) .
В 1885 году прихожанами был построен новый деревянный храм. Престолов в нём два: главный (холодный) — во имя Святителя и Чудотворца Николая и в приделе (тёплый) — во имя Архистратига Божьего Михаила. В сельце Акуловке, на месте бывшего храма, построена часовня. Причт состоял из священника, дьякона и псаломщика.
Храм закрыли в 1930-е годы.
Распоряжением Главы администрации Ульяновской области от 29.07.1999 г. № 959-р Никольская церковь в селе Куроедово является выявленным объектом культурного наследия (памятником истории и культуры) — «Церковь православная приходская», начало XX века.
Сильным пожаром в 2014 году храм был практически уничтожен.

## Архитектура
Никольская церковь стояла обособлено от села на противоположном от него берегу оврага. Чёткий силуэт и большие габариты здания обеспечивали ему роль архитектурной доминанты в окружающем ландшафте. Церковь рублена из круглых брёвен «в обло» с остатком, апсида — из протёсанных брусьев «в лапу». Цоколь устроен из песчаниковых камней. Здание ориентировано по оси восток–запад. Храм, трапезная и западный притвор одинаковы по ширине. С востока к храму примыкает пятигранная апсида. Над средней частью притвора возвышается ярусная колокольня. Храм — высокий двусветный четверик, увенчанный пятиглавием. В восьмерике, на сводах и на потолке трапезной укреплены грунтованные холсты с живописным изображением в технике масляной живописи: потолок восьмерика — изображение «Спас Вседержитель», глухие грани восьмерика — «Архангелы», угловые лотки свода — «Евангелисты», в восточном распалубке — «Троица Новозаветная», в западном — «Моление о Чаше».
Храм святителя Николая Чудотворца был интересным памятником деревянной культовой архитектуры 2-й половины XIX века. Пример псевдорусского стиля с применением элементов неоклассицизма в фасадном декоре и орнаментике интерьера. Памятник архитектуры замечателен своеобразием решения композиции фасадов и оригинальной конструкцией сводов храма.